# Кричевский, Исаак Рувимович
Исаа́к Руви́мович Криче́вский (1901—1993) — советский учёный-физикохимик.

## Биография
Родился 22 апреля (5 мая) 1901 года в Одессе (ныне Украина). Окончил Одесский политехнический институт (1924).
В 1923—1925 годах работал в Донбассе на заводе химпродуктов и взрывчатых веществ, в 1926—1928 — в Институте химической обороны (Москва), в 1928—1931 годах — в Московском институте прикладной минералогии, с 1931 года — в Институте азота (с 1943 Государственный н.-и. и проектный институт азотной промышленности и продуктов органического синтеза).
В 1930-х годах работал научным сотрудником в группе профессора Н. Ф. Юшкевича на кафедре технологии минеральных веществ МХТИ имени Д. И. Менделеева. Руководил дипломными работами студентов..
Автор исследований в области химической термодинамики. Доказал (1935), что при повышенных давлениях в системах жидкость-газ не действуют законы Генри и Дальтона. Объяснил существование максимума растворимости газа и жидкости (1937) и минимума растворимости жидкости в газе (1939). Ввел понятие газового раствора (1939) и установил, что он подчиняется тем же термодинамическим закономерностям, что и жидкий.
В составе группы учёных открыл (1941) явление расслаивания газовых растворов. Установил (1954) факт практически полного прекращения молекулярной диффузии в критической точке. Обнаружил (1968) аномальные свойства разбавленных растворов вблизи критической точки растворителя. Доктор химических наук (1937), профессор.
Умер 12 января 1993 года. Похоронен в закрытом колумбарии Николо-Архангельского кладбища (секция 49).

## Награды
- заслуженный деятель науки и техники РФ
- Сталинская премия II степени (22 марта 1943) — за научные работы: «Гетерогенные равновесия в системе аммиак-азот при высоких давлениях», опубликованную в 1941 году, и «Ограниченная взаимная растворимость газов при высоких давлениях», законченную в 1942 году